# Должанка (Кличевский район)
Должанка (бел. Даўжанка) — деревня в Долговском сельсовете Кличевского района Могилёвской области, на берегу Друти, у впадения в неё реки Должанка, в 55 км от Могилёва, в 15 км от ст. Друть (железная дорога Могилёв—Осиповичи).

## История
В имении Закупленье, в состав которого также входили деревни Закупленье, Ядреная Слобода, Новая Слободка, а позднее и Брилевка. В составе прихода Троицкой церкви в селе Городище Быховского уезда.
В 1873 г. корчма.